# Plejtvákovití
Plejtvákovití (Balaenopteridae) jsou nejpočetnější čeledí z podřádu kosticovců (Mysticeti). Do této čeledi zařazujeme devět různých druhů, mimo jiné plejtváka obrovského, kytovce vážícího až přes 180 tun, jenž je považován za největšího živočicha, který kdy žil. Největší jedinci tohoto obřího kytovce zřejmě dosáhli hmotnosti přes 200 metrických tun. Dokonce i nejmenší zástupce této čeledi, plejtvák malý, váží okolo 9 tun.

## Charakteristika
Asi nejnápadnějším znakem těchto kytovců je jejich často obří velikost, přičemž některé druhy zřejmě představují největší známé živočichy, kteří kdy na Zemi existovali. Přinejmenším dva druhy plejtváka (obrovský a myšok) dosahují hmotnosti přes 100 metrických tun, čímž nejspíš právě hmotností (nikoliv ale délkou) překonávají i všechny dosud známé druhohorní sauropodní dinosaury (jako byl rod Argentinosaurus a někteří další). Hmotnost největších známých sauropodů je zatím odhadována "pouze" asi na 70 až 100 metrických tun, ačkoliv nejspíš mohli existovat i hmotnější jedinci.
Všichni členové této čeledi mají ve spodní části těla kůži složenou z podlouhlých rýh, táhnoucích se od úst až k pupku (s výjimkou plejtváka sejvala a plejtváka malého, jejichž rýhy jsou kratší). Jejich účelem je umožnit plejtvákům mohutně otevřít ústa, což jim dovoluje pohltit najednou obrovská množství vody a potravy. Tyto rýhy je odlišují od ostatních kytovců.
Plejtvákovití jsou oproti svým příbuzným, čeledi velrybovitých, charakterističtí svým štíhlým a aerodynamickým tvarem těla. Většina má také úzké a podlouhlé ploutve a můžeme u nich nalézt též hřbetní ploutev, umístěnou zhruba ve dvou třetinách zad. Plejtvákovití filtrují potravu přes kostice. Žerou korýše, jako je kril, ale také různé druhy ryb, například sledě nebo sardinky.
Březost trvá 11 až 12 měsíců, aby se páření a porod odehrávaly ve stejnou roční dobu. Samice porodí pouze jedno mládě, které bývá v závislosti na druhu odstaveno po 6 až 12 měsících. U některých druhů žijí dospělí jedinci v malých skupinách, jež čítají dva až pět členů. Například u keporkaků si můžeme povšimnout proměnlivé sociální struktury - někdy žijí ve skupinách, jindy preferují samotu.

## Výskyt
Plejtvákovití se vyskytují po celém světě: plejtvák obrovský, myšok a sejval obývají všech pět oceánů (Atlantský, Tichý, Indický, Jižní a Severní ledový); plejtvák jižní, jak napovídá druhové jméno, celou jižní polokouli a plejtvák malý celou severní polokouli. Plejtvák Brydeův se vyskytuje ve všech oceánech vyjma chladných vod v okolí Arktidy a Antarktidy.
Většina druhů obývá pouze oceány. Výjimkou je plejtvák Brydeův, který je po celý rok pozorován v blízkosti břehů, tedy většinou v mořích. Nejmenší a největší druhy, respektive plejtvák malý a plejtvák obrovský, se vyskytují v nejstudenějších vodách úplně na jihu, jimž se kupříkladu plejtvák myšok vyhýbá.
Plejtvákovití se rozmnožují povětšinou v tropických vodách během zimy, odkud poté migrují do polárních vod, bohatých během krátkého polárního léta na plankton a kril.

## Potrava

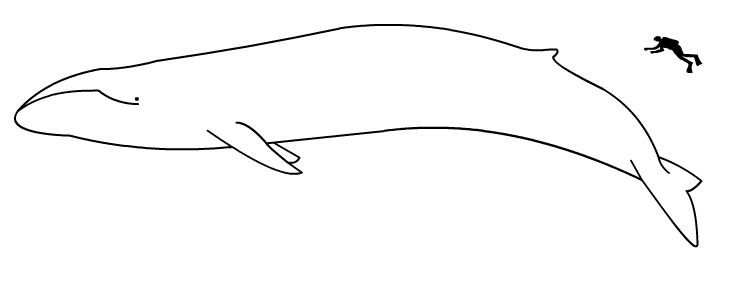
Porovnání velikosti plejtváka obrovského ku člověku

Plejtvákovití získávají potravu většinou tak, že zrychlí na vysokou rychlost a poté otevřou tlamu v největším možném úhlu. Tlak vody vyvolaný tímto pohybem roztáhne rýhy na spodku těla, což jim umožňuje nasát obrovské množství vody obsahující korýše a ryby.
Získávat potravu výše popsaným způsobem jim umožňuje jejich specifická anatomie. Jedná se o rýhy na krku a břiše, jež se mohou natolik roztáhnout, že by těmto tvorům umožnily pojmout větší objem vody, než je jejich velikost, a dále unikátní smyslový orgán sestávající z mechanoreceptorů, jež pomáhají s koordinací při pohlcení potravy. Mimoto jsou nervy plejtvákovitých velmi pružné. Tyto nervy jsou obaleny vlákny elastinu. Otevření tlamy způsobí jejich rozvinutí a po zavření se znovu sbalí do původní polohy.

## Taxonomie
Zástupci plejtvákovitých bývali tradičně členěni do dvou rodů – plejtvák (Balaenoptera) a monotypický keporkak (Megaptera), přičemž každému formálně náležela vlastní monotypická podčeleď. Studie zabývající se fylogenezí jednotlivých druhů plejtvákovitých nicméně ukázaly, že keporkak (Megaptera) je vnitřní skupinou vlastních plejtváků (Balaenoptera), a ti proto vytváří parafyletický taxon. Nověji se proto z rodu Balaenoptera vyčleňují samostatné rody Pterobalaena a Rorqualus. Navíc pravděpodobné, že uvnitř rodu plejtvák (Balaenoptera) se odvětvuje i plejtvákovec šedý (Eschrichtius robustus), který byl tradičně řazen do vlastní čeledi. Čeleď plejtvákovití (Balaenopteridae) v tradičním pojetí je tím pádem patrně parafyletická.
Diverzita plejtvákovitých je neustále objevována. Aktuálně se pozornost taxonomů soustředí na komplex druhů okolo plejtváka Brydeova (B. brydei), od kterého byli postupně odlišeny již tři další nové druhy (B. edeni, B. omurai a B. ricei)

### Tradiční pojetí
- čeleď plejtvákovití (Balaenopteridae)
  - rod plejtvák (Balaenoptera)
    - druh plejtvák Brydeův (Balaenoptera brydei)
    - druh plejtvák Edenův (Balaenoptera edeni)
    - druh plejtvák jižní (Balaenoptera bonaerensis)
    - druh plejtvák malý (Balaenoptera acutorostrata)
    - druh plejtvák myšok (Balaenoptera physalus)
    - druh plejtvák obrovský (Balaenoptera musculus)
    - druh plejtvák Omurův (Balaenoptera omurai)
    - druh plejtvák Riceův (Balaenoptera ricei)
    - druh plejtvák sejval (Balaenoptera borealis)

  - rod (Megaptera)
    - druh keporkak (Megaptera novaeangliae)

### Novější pojetí[5][6]
- čeleď plejtvákovití (Balaenopteridae)
  - rod plejtvák (Balaenoptera)
    - druh plejtvák myšok (Balaenoptera physalus)

  - rod plejtvákovec (Eschrichtius)
    - druh plejtvákovec šedý (Eschrichtius robustus)

  - rod keporkak (Megaptera)
    - druh keporkak (Megaptera novaeangliae)

  - rod plejtvák (Pterobalaena)
    - druh plejtvák malý (Pterobalaena acutorostrata)
    - druh plejtvák jižní (Pterobalaena bonaerensis)

  - rod plejtvák (Rorqualus)
    - druh plejtvák sejval (Rorqualus borealis)
    - druh plejtvák Brydeův (Rorqualus brydei)
    - druh plejtvák Edenův (Rorqualus edeni)
    - druh plejtvák obrovský (Rorqualus musculus)
    - druh plejtvák Omurův (Rorqualus omurai)
    - druh plejtvák Riceův (Rorqualus ricei)